# Muritiba (ort)
Muritiba är en ort i Brasilien.   Den ligger i kommunen Conceição do Almeida och delstaten Bahia, i den östra delen av landet, 1 000 km öster om huvudstaden Brasília. Muritiba ligger 219 meter över havet och antalet invånare är 22 388.
Terrängen runt Muritiba är huvudsakligen platt. Muritiba ligger uppe på en höjd. Närmaste större samhälle är Santo Antônio de Jesus, 5,9 km söder om Muritiba.
Omgivningarna runt Muritiba är en mosaik av jordbruksmark och naturlig växtlighet. Runt Muritiba är det ganska glesbefolkat, med 47 invånare per kvadratkilometer.